# أندريتا
أندريتا، (بالإنجليزية: Andretta)، هي بلدة و(بلدية) في مقاطعة أفيلينو، كامبانيا، إيطاليا.

## السكان
في سنة 1861 بلغ عدد السكان 3٬862 نسمة، وتطور العدد ليصل في سنة 2011 لـ 2٬056 نسمة.
يظهر هذا المخطط البياني تطور النمو السكاني لـ أندريتا